# Hugo Levin
Johan Hugo Levin, född 2 januari 1886 i Ljungarums socken, nuvarande Jönköpings kommun, död 26 oktober 1918 i Kristine församling i Göteborg, var en svensk fotbollsspelare och idrottsledare. Han tog initiativet till byggandet av Gamla Ullevi, samt seriesystem för svensk fotboll, han lanserade namnet Allsvenskan, bland annat.

## Biografi
År 1899 blev Levin medlem i Örgryte Idrottssällskap. Sexton år gammal var han fotbollsspelare i dess första lag, som 1904, 1905 och 1906 blev svenska mästare. Åren 1902–1912 var Levin sekreterare i Öis styrelse. Tidigt förde han fram tankar om att Göteborg behövde ytterligare ett fotbollslag och IFK Göteborg bildades 1904. År 1905 blev han sekreterare i Göteborgs Fotbollsförbund, som han varit med att bygga upp, och ordförande från 1912 fram till sin död. 1907 skapar Levin ett fotbollslag sammansatt av spelare från olika klubbar för ett möte med Örgryte. Laget vinner, mycket överraskande, och bildar stomme i Göteborgs-kamraterna, som tills då inte blivit så framstående som varit avsikten vid bildandet. År 1908 kom Öis, med Levin som pådrivande, att bygga Walhalla idrottsplats.
År 1910 var Levin upphovsman till det första seriespelet i svensk fotboll, som blev början till Allsvenskan. Premiärupplagan av Svenska serien omfattade åtta lag och vanns av Öis. 1912 fungerade Levin som biträdande tävlingsledare för friidrotten under Olympiaden i Stockholm. 1914 blev han ledamot av Svenska Fotbollförbundets styrelse och samma år chef för förbundets uttagningskommitté. Levin var sekr. i Svenska Idrottsförbundet och han tog initiativ till första JSM i friidrott, 1912, han var aktiv i Riksidrottsförbundet, där han blev medlem i överstyrelsen.
1916 tog Levin initiativ till byggandet av Ullervi, som hemmaarena för IFK Göteborg (senare Gamla Ullevi). Ett bolag bildades för att driva den nya anläggningen. Levin utsågs till bolagets direktör och i september samma år invigdes Ullervi. Några år efter hans död korrigerades namnet till Ullevi. 1958 blev namnet Gamla Ullevi.  
År 1917 bildades Göteborgs Curlingklubb på förslag av Levin och  curlingbanan förlades till Ullervi. Levin organiserade den första distriktsserien i bandy, som spelades på Ullervi. Han startade även en bandyklubb och en landhockey-klubb för damer. Levin blev också intresserad av bowling och bowlingsporten startade i Göteborg. När Simklubben Delfin bildades blev Levin vice ordförande. Han var framgångsrik tävlingsseglare och även hängiven flygsporten. I april 1917 sammanträdde organisationskommittén för Idrottsfesten 1921. Levin utsågs till spelens generalsekreterare och han initierade ytterligare en ny idrottsarena, Slottsskogsvallen. Emellertid fick han aldrig uppleva spelen och den nya idrottsplatsen.
Federationsmatchen i fotboll mot Danmark på Ullervi den 20 oktober 1918 blev Hugo Levins sista arrangemang. Han avled sex dagar senare i dubbelsidig lunginflammation som följd av spanska sjukan. Levin gravsattes på Östra Begravningsplatsen i Göteborg; gravvården i mörk granit efter ritningar av Karl M. Bengtson utgörs av en avhuggen dorisk pelare på sockel av en kub. På sockeln är inristat: "Svenska Idrottsmän Reste Vården".
Hugo Levins Väg i stadsdelen Heden i Göteborg, sydöst om nya Ullevi, uppkallades 1982 efter honom. Den 14 juli 2013 blev Levin invald som medlem i göteborgsidrottens Hall of Fame. Den 9 augusti 2015 delades det första HugoLevinPriset ut på Liseberg i Göteborg. Priset ska årligen tilldelas unga framstående idrottsledare eller idrottsorganisatörer; pristagare ska i sin ledarroll verka i Hugo Levins anda. 2018, hundra år efter sin död, kom biografin om honom ut: Hugo Levin – den store eldsjälen i den unga svenska idrottsvärlden, förlag: Idrottsmuseet, Göteborg. (www.hugo-levin-boken.se) Samtidigt får han platsen utanför Ullevis nord-östra del i Göteborg uppkallad efter sig, Hugo Levins Plats.